# 中村祐子
中村 祐子（なかむら ゆうこ、12月4日 - ）は、日本の女性声優。千葉県出身。

## 人物
以前はぐるーぷ・インパクトに所属していた。
趣味はヨガ、お香、フレッシュジュース作り。特技は柔軟、人の話を聞くこと。
免許・資格は普通自動車免許。

## 出演作品

### テレビアニメ
2006年
- 家庭教師ヒットマンREBORN!（「X BURNER」発射時のサポート音声）
- 妖怪人間ベム（女、女子生徒、サヤカ、女の子、少女、アナウンサー、ナース、海友人、三上恭子、山下、OL、ミスズ、田中少年）

2007年
- 人造昆虫カブトボーグ V×V（レポーター、メイド1、ゲッペイ）

2008年
- 遊☆戯☆王5D's（アツコ）

2010年
- はなかっぱ（イワンの母）

### 劇場アニメ
2007年
- 秒速5センチメートル

### ゲーム
1998年
- エスプレイド（美作いろり）

1999年
- ぐわんげ